# Throckmorton-Verschwörung
Die Throckmorton-Verschwörung war ein Versuch englischer Katholiken im Jahre 1583, Königin Elisabeth I. zu ermorden und sie durch ihre Nichte zweiten Grades Maria Stuart, Königin der Schotten, zu ersetzen.

## Ziele
Das genaue Ziel der Handlung war die Ermordung von Elisabeth I. Die Katholiken wollten Maria befreien, die unter Hausarrest in England stand, und sie auf den Thron von England setzen und so den katholischen Glauben in England wiederherstellen. Dieser Plan wurde entwickelt, ebenso wie die Ridolfi-Verschwörung, gleichzeitig eine Invasion von England durchzuführen, die von Henri I. de Lorraine, Duc de Guise angeführt werden sollte, finanziert von Spanien und dem Papst, gleichzeitig mit dem Aufstand der englischen Katholiken unter Beteiligung der Jesuiten und des englischen Kardinals Allen.
Francis Throckmorton handelte wie ein spanischer Agent. Weitere Beteiligte waren sein Bruder Thomas Throckmorton, sein Schwager Sir William Catesby und Sir Thomas Tresham.

## Ereignisse
Die Verschwörung war nicht erfolgreich. Nach der Entdeckung belastender Beweise in seinem Haus befahl Francis Walsingham die Verhaftung von Francis Throckmorton als Mittler zwischen Maria und Mendoza, dem Botschafter von König Philipp II. von Spanien in London, und unter der Folter gestand Throckmorton die Verschwörung.
Da Throckmorton der Sekretär von Maria Stuart war und gestand, dass Maria Stuart über alle Einzelheiten des Planes unterrichtet gewesen sei, wurde seit der Throckmorton-Verschwörung Maria Stuart selbst als eine gefährliche Verschwörerin angesehen.

## Auswirkungen
Die Verschwörung selbst führte zur Schaffung des Bond of Association, ein Dokument entworfen von Francis Walsingham und William Cecil, 1. Baron Burghley, das alle Unterzeichner dazu verpflichtete, jeden, der versucht den Thron an sich zu reißen oder ein Attentat auf die Königin versucht bzw. erfolgreich begeht, zu exekutieren. Maria Stuart wurde von ihrer Verwandten jedoch zunächst geschont, nachdem sie den Bond unterzeichnet hatte. Elisabeth schreckte nicht zuletzt vor der Signalwirkung zurück, eine gekrönte Königin hinrichten zu lassen. Erst nach der folgenden Babington-Verschwörung mit denselben Zielen ließ Elizabeth Maria schließlich doch exekutieren.
Throckmorton wurde wegen Hochverrats verurteilt und im Jahre 1584 hingerichtet. Das Urteil für ihn und weitere Mittäter lautete auf Hochverrat und dementsprechend wurde die Strafe festgelegt.